# UFC 183
UFC 183: Silva vs. Diaz è stato un evento di arti marziali miste tenuto dalla Ultimate Fighting Championship svolto il 31 gennaio 2015 al MGM Grand Garden Arena di Las Vegas, Stati Uniti.

## Retroscena
L'incontro principale della card vide affrontarsi, nella categoria dei pesi medi, la leggenda Anderson Silva e Nick Diaz. Questo fu il primo incontro disputato da Silva dopo l'infortunio subito alla gamba all'evento UFC 168.
L'incontro dei pesi mosca tra Ian McCall e John Lineker, inizialmente programmato per l'evento UFC Fight Night: Shogun vs. St. Preux e successivamente cancellato a causa di un'infezione sanguigna contratta da McCall, venne inserito per quest'evento.
Il match tra Ed Herman e Derek Brunson venne spostato da UFC on Fox: dos Santos vs. Miocic a quest'evento, a causa di un'infezione intestinale da parte di Brunson.
Durante la verifica del peso, sia Kelvin Gastelum e sia John Lineker superarono il limite di peso della categoria a cui appartenevano. Gastelum pesò alla bilancia 81.65 kg e dopo lunghe negoziazioni il match venne confermato con una detrazione del 30% dallo stipendio di Gastelum. Mentre Lineker, che mancò precedentemente il limite di peso per ben 3 volte, pesò 58.97 kg e nonostante ciò il match non venne cancellato ma gli furono detratti il 30% dello stipendio. A seguito di questi eventi il presidente Dana White decise di spostare entrambi gli atleti in categorie di peso superiori a quelle attuali.
Il match tra Jimy Hettes e Diego Brandão, organizzato per la card preliminare dell'evento, venne cancellato a causa di problemi medici da parte di Hettes avuti prima dell'inizio dell'evento.
Il 3 febbraio venne annunciato che gli atleti coinvolti nel main event fallirono il test anti-doping. Anderson Silva fallì il test preliminare della commissione atletica del Nevada del 9 gennaio; infatti fu trovato positivo allo drostanolone, uno steroide anabolizzante. Silva fu trovato positivo anche all'androsterone, una forma di testosterone endogeno un'altra sostanza vietata dalla commissione del Nevada. Il 19 gennaio e la notte prima dell'evento, Silva passò i due test anti-doping. Dall'altro lato, Nick Diaz fu trovato positivo alla marijuana con una quantità superiore a quella consentita. Questa fu la terza volta in cui Diaz fallì il test della marijuana.

## Risultati
|                  | Divisione              |                   |                 |                    | Metodo                                         | Round           | Tempo           | Premio          |
| Card Principale  | Card Principale        | Card Principale   | Card Principale | Card Principale    | Card Principale                                | Card Principale | Card Principale | Card Principale |
| ---------------- | ---------------------- | ----------------- | --------------- | ------------------ | ---------------------------------------------- | --------------- | --------------- | --------------- |
|                  | Pesi Medi              | Anderson Silva    | vs.             | Nick Diaz          | Nessun contesto (rovesciato)                   | 5               | 5:00            |                 |
|                  | Catchweight (81.65 kg) | Tyron Woodley     | batte           | Kelvin Gastelum    | Decisione non unanime (28-29, 29-28, 30-27)    | 3               | 5:00            |                 |
|                  | Pesi Leggeri           | Al Iaquinta       | batte           | Joe Lauzon         | KO Tecnico (pugni)                             | 2               | 3:34            |                 |
|                  | Pesi Medi              | Thales Leites     | batte           | Tim Boetsch        | Sottomissione tecnica (triangolo di braccio)   | 2               | 3:45            | FOTN + POTN     |
|                  | Pesi Welter            | Thiago Alves      | batte           | Jordan Mein        | KO Tecnico (calcio al corpo e pugni)           | 2               | 0:39            | POTN            |
| Card Preliminare |                        |                   |                 |                    |                                                |                 |                 |                 |
|                  | Pesi Gallo (F)         | Miesha Tate       | batte           | Sara McMann        | Decisione di maggioranza (29-28, 29-27, 28-28) | 3               | 5:00            |                 |
|                  | Pesi Medi              | Derek Brunson     | batte           | Ed Herman          | KO Tecnico (pugni)                             | 1               | 0:36            |                 |
|                  | Catchweight (58.97 kg) | John Lineker      | batte           | Ian McCall         | Decisione unanime (29-28, 29-28, 29-28)        | 3               | 5:00            |                 |
|                  | Pesi Medi              | Rafael Natal      | batte           | Tom Watson         | Decisione unanime (30-27, 30-27, 30-26)        | 3               | 5:00            |                 |
|                  | Pesi Medi              | Ildemar Alcântara | batte           | Richardson Moreira | Decisione non unanime (30-27, 30-27, 30-26)    | 3               | 5:00            |                 |
|                  | Pesi Medi              | Thiago Santos     | batte           | Andy Enz           | KO Tecnico (pugni)                             | 1               | 1:56            |                 |

## Premi
I lottatori premiati ricevettero un bonus di 50.000 dollari.
Legenda:
- FOTN: Fight of the Night (vengono premiati entrambi gli atleti per il miglior incontro dell'evento)
- POTN: Performance of the Night (viene premiato il vincitore per la migliore performance dell'evento)

## Incontri Annullati
|  | Divisione  |               |        |             | Motivo                                           |
|  | ---------- | ------------- | ------ | ----------- | ------------------------------------------------ |
|  | Pesi Piuma | Diego Brandão | contro | Jimy Hettes | Hettes ebbe problemi di salute prima dell'evento |